# Mariusz Hermansdorfer

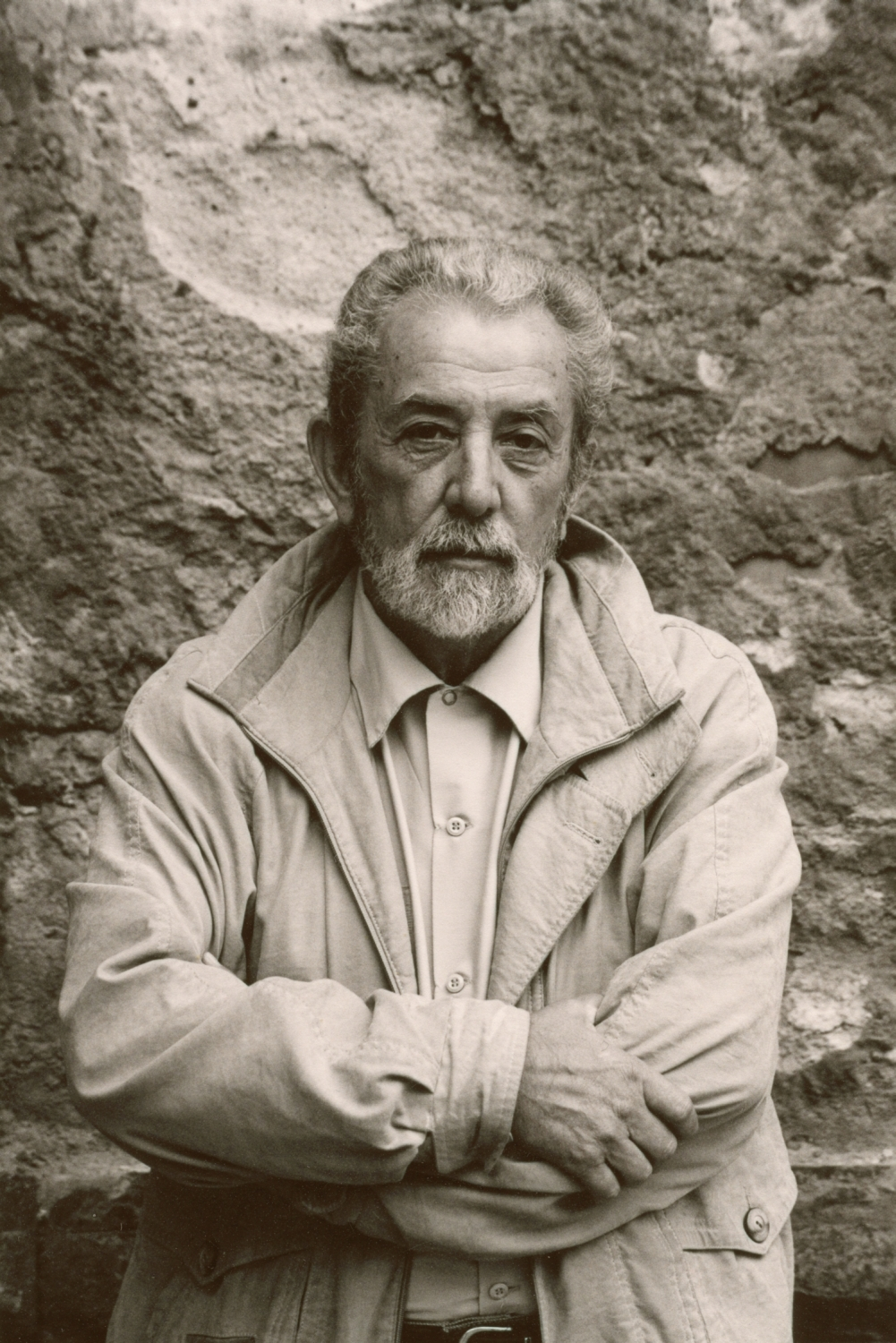
Mariusz Hermansdorfer 2000

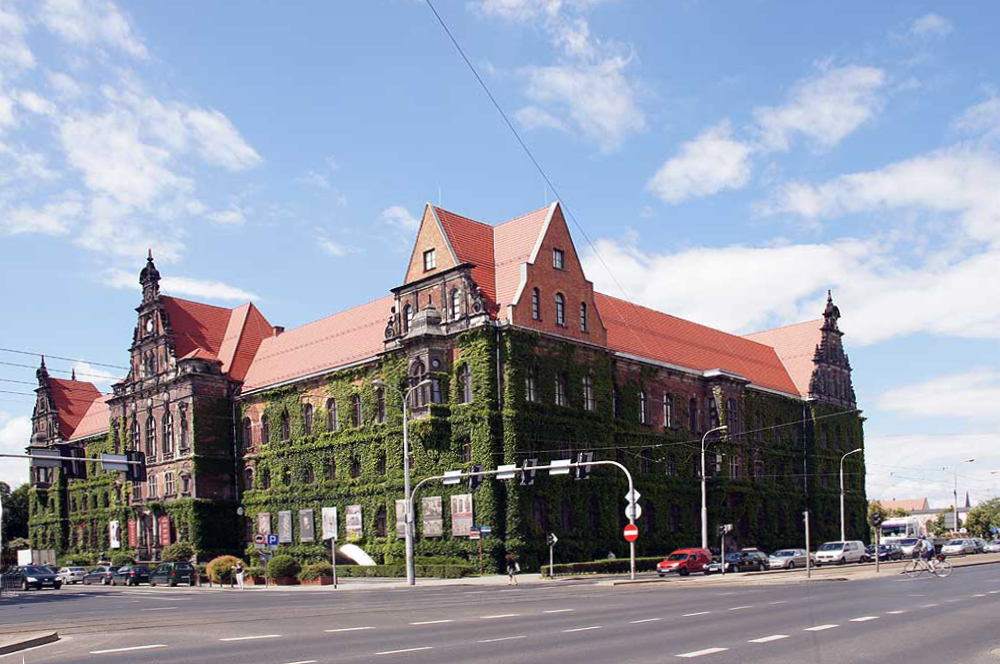
Nationalmuseum Breslau

Mariusz Hermansdorfer (* 8. Mai 1940 in Lemberg; † 18. August 2018 in Breslau) war ein polnischer Kunsthistoriker und Kunstkritiker, von 1983 bis 2014 Direktor des Breslauer Nationalmuseums.
Mariusz Hermansdorfer studierte Kunstgeschichte an der Universität Breslau und beendete sein Studium 1966. Danach besuchte er als Stipendiat Frankreich (1973), Italien (1978), die Beneluxländer (1980), Großbritannien (1984), die Vereinigten Staaten (1988) und die Schweiz (1990).
Im Zeitraum 1964–1966 war er im damaligen Schlesischen Museum (heute Nationalmuseum), 1967–1971 im Museum der Stadt Breslau, seit 1972 wieder im Nationalmuseum beschäftigt. Von 1983 bis 2013 bekleidete er den Posten des Direktors des Breslauer Nationalmuseums.
Hermansdorfer war Mitglied der Internationalen Vereinigung der Kunstkritiker, 1976 bis 1980 war er Vorsitzender der polnischen Abteilung. Er war auch Mitglied des International Council of Museums (ICOM).
Er war als Kritiker und Förderer der Zeitgenössischen Kunst in Polen und im Ausland tätig, er schuf im Breslauer Nationalmuseum eine Sammlung der Kunst des 20. und 21. Jahrhunderts. Im Gebäude der ehemaligen Historischen Ausstellung von Hans Poelzig aus dem Jahr 1913, dem sogenannten Vierkuppelpavillon, errichtete er das Museum zeitgenössischer Kunst.
Er zeigte die moderne polnische Kunst u. a. auf den internationalen Kunstausstellungen in Cagnes-sur-Mer (1975–1996),  São Paulo (1977–1989) und in Neu-Delhi (1986–1998).
Mariusz Hermansdorfer wurde u. a. mit dem Ritterkreuz (1998), Offizierskreuz (2006) und Komturkreuz (2013) des Polonia Restituta Ordens sowie mit der Gloria-Artis-Medaille für kulturelle Verdienste ausgezeichnet.
Er hat viele Bücher, hauptsächlich über polnische zeitgenössische Kunst und Künstler, verfasst und herausgegeben.

## Werke (Auswahl)
- Między ekspresją a metaforą (Zwischen der Expression und Metapher) Muzeum Narodowe, Breslau 1999, ISBN 83-8676636-0.
- Wrocławskie impresje (Breslauer Impressionen) Muzeum Narodowe, Breslau 2004, ISBN 83-8676677-8.
- Interpretacje (Interpretationen) Muzeum Narodowe, Breslau 2005, ISBN 83-8676697-2.
- W kręgu nadrealizmu (Im Kreise des Surrealismus) Wrocław : Muzeum Narodowe, 2007, ISBN 978-83-8676693-2.
- Muzeum Narodowe we Wrocławiu 1947-2007 (Nationalmuseum Breslau 1947-2007) Muzeum Narodowe, Breslau 2008, ISBN 978-83-8676644-4.